# Thủy (nguyên tố cổ điển)

Biểu tượng của nguyên tố Thủy trong giả kim thuật.

Thủy (tiếng Anh: Water) là một trong bốn nguyên tố cổ điển cùng với thổ, hỏa và không khí trong triết học, giả kim thuật, chiêm tinh học và thần thoại Hy Lạp cổ đại. 
Nguyên tố Thủy cũng tương ứng với Thủy đại trong hệ thống Tứ đại của Phật giáo Ấn Độ và hệ thống Ngũ đại (五大 Godai) của triết học Nhật Bản, cũng như hành Thủy trong hệ thống Ngũ hành của Triết học Trung Quốc.

## Triết học Hy Lạp và La Mã
Thủy là nước, đại diện cho chất lỏng, trạng thái thứ hai của vật chất, được coi là vừa lạnh vừa ẩm và biểu tượng giả kim của nó là hình tam giác hướng xuống. 
Nước là một trong nhiều điều cổ xưa được những người Tiền Socrates đề xuất, hầu hết họ đều cố gắng quy giản mọi thứ thành một chất duy nhất. Tuy nhiên, Empedocles của Acragas đã chọn bốn Archai cho bốn yếu tố của mình: thổ, thủy, không khí và hỏa. Nguồn gốc của Empedocles đã trở thành bốn yếu tố cổ điển của triết học Hy Lạp. Plato tiếp quản bốn yếu tố của Empedocles. Trong Timaeus, chất rắn Platon gắn liền với thủy là khối hai mươi mặt được hình thành từ hai mươi hình tam giác đều. Điều này làm cho thủy trở thành nguyên tố có số cạnh lớn nhất, Plato cho là phù hợp vì nước chảy ra khỏi tay người ta khi cầm lên, như thể nó được làm từ những quả bóng nhỏ xíu. 
Học trò của Plato là Aristotle đã phát triển một cách giải thích khác cho các nguyên tố dựa trên các cặp tính chất. Bốn nguyên tố được sắp xếp đồng tâm xung quanh tâm Vũ trụ để tạo thành hình cầu phụ. Theo Aristotle, thủy vừa lạnh vừa ẩm ướt, chiếm một vị trí giữa không khí và thổ trong số các quả cầu nguyên tố. 
Trong y học Hy Lạp cổ đại, mỗi thể dịch trong số bốn thể dịch đều gắn liền với một nguyên tố. Đờm là thể dịch được đồng nhất với thủy, vì cả hai đều lạnh và ẩm ướt. Những thứ khác liên quan đến thủy và đờm trong y học cổ đại và trung cổ là mùa Đông, vì nó làm tăng tính chất lạnh và ẩm, tính khí đờm, nữ tính và hướng tây của la bàn.

## Triết học và Phật giáo Ấn Độ
Trong Ấn Độ giáo, Deva là hiện thân của nước. Nguyên tố thủy cũng được liên kết với Chandra hoặc mặt trăng và Shukra , những người đại diện cho cảm xúc, trực giác và trí tưởng tượng.
Trong Phật giáo Ấn Độ, Tứ đại (chữ Hán: 四大, tiếng Phạn: cattāro mahābhūtāni) là bốn yếu tố lớn hình thành nên vật chất, gồm: Địa đại (地大, pruṭhavī-dhātu), Thủy đại (水大, āpa-dhātu), Hỏa đại (火大, eja-dhātu) và Phong đại (風大, vāyu-dhātu).
Thủy đại có tính lỏng ướt, đại diện cho sự thâu nhiếp, tập trung và mọi chất lỏng trong vũ trụ, bao gồm cả máu mủ dịch đờm trong cơ thể.

## Triết học Nhật Bản

Thủy luân nằm vị trí thứ hai trong Ngũ luân tháp.

Thủy là một trong năm nguyên tố của triết học Godai Nhật Bản, bao gồm Địa (地/ ち Chi?), Thuỷ (水/ すい Sui?), Hoả (火/ か Ka?), Phong (風/ ふう Fū?) và Không (空/ くう Kū?). Nguồn gốc của nó là từ hệ thống Mahābhūta của Phật giáo Ấn Độ và được kết hợp, tinh chế cùng với truyền thống, văn hóa và tôn giáo dân gian bản địa của Nhật Bản.
Thủy là dòng chảy mềm mại trung hòa sự cứng rắn của Địa. Nước là ao hồ rạch phá, là sông ngòi biển cả, nước cùng với đất đem lại sự sinh sôi cho cây cối. Nước cũng chính là dòng máu chảy trong huyết mạch mỗi người, lan truyền sự sống đến khắp nơi trong cơ thể. Nếu Địa là sự kiên định và cứng nhắc thì nước chính là sự uyển chuyển linh hoạt, thích nghi nhanh nhưng cũng chóng thay đổi. 
Thủy luân (水輪/ すいりん Suirin) được xếp thứ hai trong Ngũ luân tháp (五輪塔/ ごりんとう Gorintō?), Thủy luân có màu đại diện là màu trắng, nằm trên Địa luân và nằm dưới Hỏa luân. Người thuộc Thủy luân rất dễ lung lay trước người khác, tuy nhiên có khả năng biến ứng với môi trường nhanh, nhạy. Những người này cũng rất quyến rũ, hấp dẫn với người khác giới.

## Nghi lễ ma thuật
Nước và nguyên tố khác đã được đưa vào hệ thống Golden Dawn, pháp khí cơ bản của nước là cái cốc. Mỗi nguyên tố có một số sinh vật tâm linh liên quan. Tổng lãnh thiên sứ của nước là Gabriel, thiên sứ là Taliahad, kẻ cai trị là Tharsis, vua là Nichsa và tinh linh nước được gọi là Undine. Nó được đề cập đến điểm phía trên bên phải của ngôi sao năm cánh trong Nghi thức cầu khẩn tối cao của ngôi sao năm cánh. Nhiều hiệp hội trong số này đã lan rộng khắp cộng đồng huyền bí.